# Leopold August Abel
Leopold August Abel (Köthen, 24 de març de 1718 - Ludwigslust, 25 d'agost de 1794), fou un compositor, violinista i pintor alemany.

## Biografia
Abel provenia d'una família d'artistes i era el fill gran del virtuós de la gamba Christian Ferdinand Abel, que va treballar a Köthen com a "músic primer" a l'orquestra de la cort de Johann Sebastian Bach. Els pintors Ernst August Abel i Ernst Heinrich Abel i el violista Karl Friedrich Abel van ser els seus germans.
Va ser alumne del seu pare i el 1735 de Georg Benda a Dresden. El 1745 esdevingué membre del conjunt Nicolinis de l'orquestra de la cort de Braunschweig. Del 1757 al 1765 va ser concertista a l'orquestra del príncep de Schwarzburg-Sondershausen i el 1766 a Berlín a la capella del margravi de Brandenburg-Schwedt. Des de 1769 fins a la seva mort va ser primer violinista a la Mecklenburg-Schwerinsche Hofkapelle de Ludwigslust ciutat en la que va morir.
Abel va ser el mestre dels seus fills Wilhelm Anton Christian Carl Abel (Abelgaard) (1749-1795), August Christian Andreas Abel i Friedrich Ludwig Aemilius Abel (1770-1842).
Dels quadres que va pintar s'han conservat un autoretrat, un retrat d'Antonio Rosetti i una representació al guaix de la capella de la cort de Ludwigslust (1770).
Entre les seves escasses composicions cal destacar:
- Sinfonie für Streichquartett, Oboen, Flöten und Corni. Musikaliensammlung der Landesbibliothek Mecklenburg-Vorpommern in Schwerin
- -1766- Sinfonia à 8 voci, Viol. I. II., Oboe I. II., Flauto Travers I. II., Corno I. II., Viola, Violoncello, Basso continuo e Cembalo